# Frontul Popular din Moldova
Frontul Popular din Moldova a fost o mișcare politică din Republica Socialistă Sovietică Moldovenească precum și din nou-creata Republică Moldova, independentă de Uniunea Sovietică. Formal, Frontul Popular din Moldova a existat între 1989 și 1992. A fost succesor al Mișcării Democratice din Republica Moldova (1988-1989) și a fost succedat de Frontul Popular Creștin Democrat (1992-1999), și, în cele din urmă, de Partidul Popular Creștin Democrat din 1999.
Frontul Popular a fost bine organizat la nivel național, cu sprijin mai puternic în capitală și în zonele din țara cel mai intens populate de etnicii moldoveni/români. Deși organizația a ajuns la putere, cu toate acestea, disputele interne au condus la o scădere bruscă a sprijinului popular, și s-a fragmentat în mai multe facțiuni concurente la începutul anului 1993.